# ロレンツォ・ジェラーティ
ロレンツォ・ジェラーティ(Lorenzo Gelati、1824年1月26日 - 1895年5月18日）はイタリアの画家である。風景画を描いた。

## 略歴
フィレンツェで生まれた。父親は彫刻家で、母親は針子であった。フィレンツェの美術学校で、ハンガリー生まれのマルコー・カーロイ(Markó Károly イタリア名: Carlo Marco:1791-1860)の弟子になった 。風俗画も描いたが主に風景画を描き、フランチェスコ・サヴェリオ・アルタムーラ(1822-1897)やセラフィーノ・デ・ティヴォリ(1826-1892)とトスカーナの村、スタッジャ(Staggia Senese)の風景を描き、それらの画家はスタッジャ派(Scuola di Staggia)と呼ばれた。また、師のマルコーの息子たち、父親と同名のマルコー・カーロイ(Markó Károly、イタリア名: Carlo Marco il Giovane:1822-1891)やマルコー・アンドラーシュ(Markó András、Andrea Markó:1824–1895) とも活動した。
フィレンツェの芸術家たちのたまり場であった「カッフェ・ミケランジェロ」に頻繁に出入りし、このカフェから生まれた「マッキア派」の画家たちとも交流したが、「マッキア派」の異なるスタイルを追求したとされる。
署名のない多くの作品が、後にジュゼッペ・アッバーティやラファエロ・セルネージ、 オドアルド・ボラーニの作品とされるなどして、ジェラーティの作品の全容は明確になっていない。

## 関連図書
- Biography by Emanuela Bianchi, from the Dizionario Biografico degli Italiani @ Treccani
- Andrea Baboni (1994). La pittura toscana dopo la macchia. 1865-1920: l'evoluzione della pittura del vero. Novara: Istituto geografico De Agostini. ISBN 88-415-0955-4
- Silvestra Bietoletti, I macchiaioli: la storia, gli artisti, le opere, 2001, Editore Giunti ISBN 88-09-02145-2